# Rotala
Rotala é um género botânico pertencente à família Lythraceae.
1. ↑  «Rotala — World Flora Online». www.worldfloraonline.org. Consultado em 19 de agosto de 2020